# Democratic Women's Organisation of Afghanistan
Democratic Women's Organisation of Afghanistan (DOAW) var en organisation för kvinnors rättigheter i Afghanistan, grundad 1965. Den hade en ledande roll under kommunistregimen, då den förde fram regeringens progressiva politik och kvinnors rättigheter. 

## Historik
DOAW grundades i Kabul 1965 av en grupp kvinnliga kommunister, Anahita Ratebzad, Soraya Parlika, Kobra Ali, Hamideh Sherzai, Momeneh Basir and Jamileh Keshtmand under ledning av Anahita Ratebzad. DOAW organiserade 1968 framgångsrikt en proteströrelse mot ett lagförslag om att stoppa kvinnor från att studera utomlands, vilket drogs tillbaka. 1970 organiserade föreningen med framgång massprotester för att kräva att myndigheterna tillsatte en undersökning om de syreattacker som hade ägt rum mot kvinnor Kabul som klädde sig i korta kjolar, västerländska kläder och gick utan slöja. 
När kommunisterna tog makten efter aprilrevolutionen 1978 kom DOAW att få en viktig roll i partiorganisationen, och ersatte Women's Welfare Association som landets ledande kvinnoförening. DOAW etablerade lokala kontor över hela landet, och utförde partiets politik om kvinnors frigörelse genom att motarbeta analfabetismen bland kvinnor på landsbygden och samtidigt organisera dem i partistrukturen och undervisa dem om kommunismen. 
Efter att Najibullah-regeringen kom till makten 1986 och Sovjet började dra sig ur landet, avslutades DOAW:s marxistiska ideologiska retorik i ett försök att motverka motståndet mot regimen bland den konservativa landsbygdsbefolkningen, som motsatte sig kvinnors frigörelse. Den avskaffades sedan av Najibullah och ersattes av den mer opolitiska Afghan Women's Council.